# Sergio Cárdenas
Sergio Cárdenas – kubański bokser, srebrny medalista igrzysk Ameryki Środkowej i Karaibów w Meksyku z roku 1954.

## Kariera
W 1954 roku Cárdenas zajął drugie miejsce w kategorii koguciej na igrzyskach Ameryki Środkowej i Karaibów, które rozgrywane były w Meksyku. W półfinale Cárdenas pokonał na punkty Wenezuelczyka Jesúsa Enriqueza. W walce o złoty medal przegrał z reprezentantem Meksyku Ernesto Figueroą.
W latach 1954–1957 był aktywnym bokserem zawodowym. Cárdenas podczas zawodowej kariery stoczył trzynaście walk, wygrywając jedenaście z nich.